# Löwendenkmal Luzern

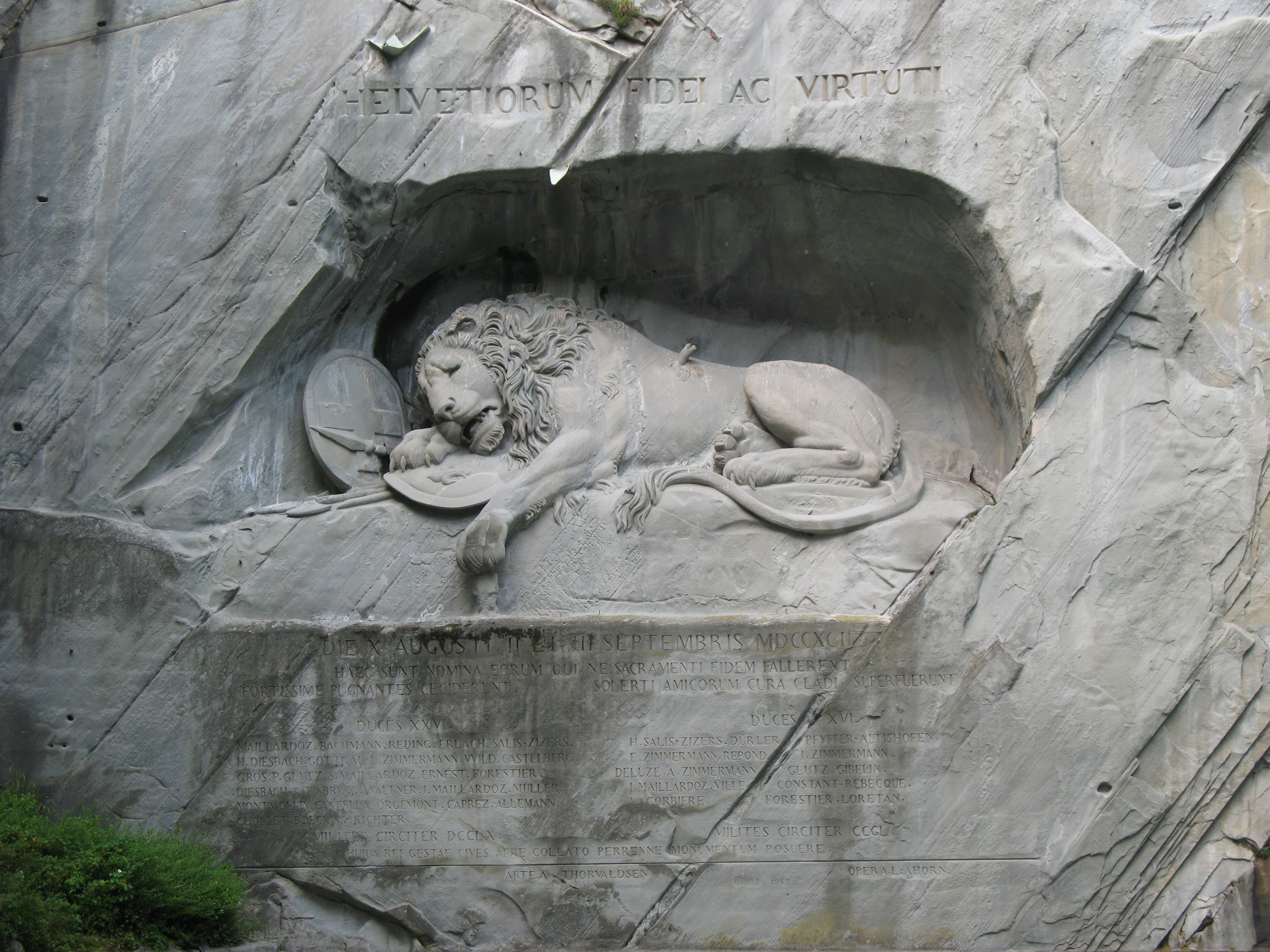
Löwenskulptur und Inschriften

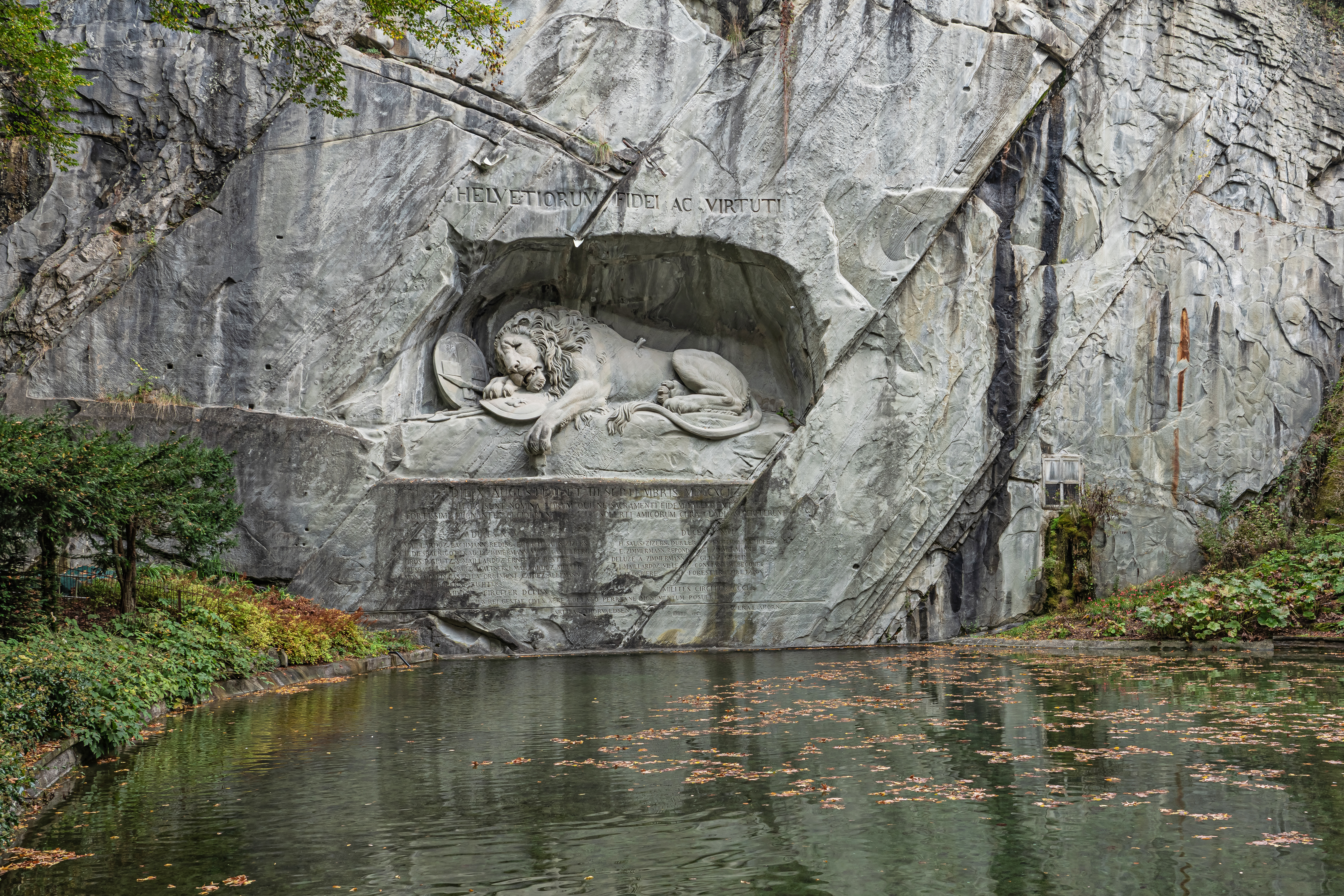
Mit Umfeld

Das Löwendenkmal befindet sich an einem Teich in einem kleinen Park in der Nähe des Löwenplatzes in Luzern und erinnert in der Allegorie eines sterbenden Löwen an die am 10. August 1792 beim Tuileriensturm in Paris gefallenen Schweizergardisten. In unmittelbarer Umgebung befinden sich der Gletschergarten, das Alpineum und das Bourbaki-Panorama.
Die Einweihung des etwa zehn mal sechs Meter grossen Denkmals fand am Jahrestag 1821 statt. Es ist eines der bekanntesten Denkmäler der Schweiz, jährlich wird es von etwa 1,4 Millionen Touristen besucht. 2006 wurde es unter Schweizer Denkmalschutz gestellt. Es befindet sich deshalb auf der Liste der Kulturgüter in Luzern als national bedeutend.

## Geschichtlicher Hintergrund
Aufgrund des Soldbündnisses von 1521, geschlossen in der Folge der Ewigen Richtung mit Frankreich, diente ein Regiment von rund 1200 Schweizern als Garde im Dienst des Königs Ludwig XVI. Im Verlauf der Französischen Revolution stürmten die aufgebrachten Revolutionäre den von der Königsfamilie bereits verlassenen Tuilerienpalast. Bei der Verteidigung des leeren Königspalastes durch rund 1000 Schweizergardisten fanden etwa 760 den Tod; anlässlich des Tuileriensturms wurden alle 200 Gardisten umgebracht, die den König zur Nationalversammlung begleitet hatten.

## Beschreibung
In einer von einer Parkanlage umgebenen Felsgrotte liegt ein tödlich verwundeter, sterbender Löwe, dem ein Stück eines Speers aus dem Rücken ragt. Sein Haupt und seine rechte Vordertatze ruhen auf dem französischen Wappen, links von ihm liegen einige Waffen, daneben lehnt das Schweizer Wappen. Die Löwenskulptur ist aus dem Fels herausgehauen, einige ihrer Teile sind als Relief ausgeführt. Ihre Tatzen sind etwa doppelt so gross wie menschliche Köpfe. Das Denkmal misst etwa zehn mal sechs Meter. Über dem Löwen eingemeisselt ist das lateinische Motto HELVETIORUM FIDEI AC VIRTUTI (Der Treue und Tapferkeit der Schweizer). Unter dem Löwen eingemeisselt sind die Namen der 26 gefallenen Offiziere und der 16 geretteten bzw. überlebenden Offiziere. Zu den Soldaten der Schweizergarde ist jeweils eine ungefähre Anzahl angegeben: etwa 760 gefallene und 350 gerettete bzw. überlebende Soldaten.
Zur Anlage gehören überdies ein Weiher und eine Gedächtniskapelle. Der Weiher dient auch als Wunschbrunnen und wird zweimal pro Jahr zu Reinigungszwecken abgelassen, dabei werden von der Stadtgärtnerei auch die Münzen entfernt. Die Gedächtniskapelle, rechts neben dem Eingang zur Parkanlage, wurde von Louis Pfyffer von Wyher entworfen und erbaut.

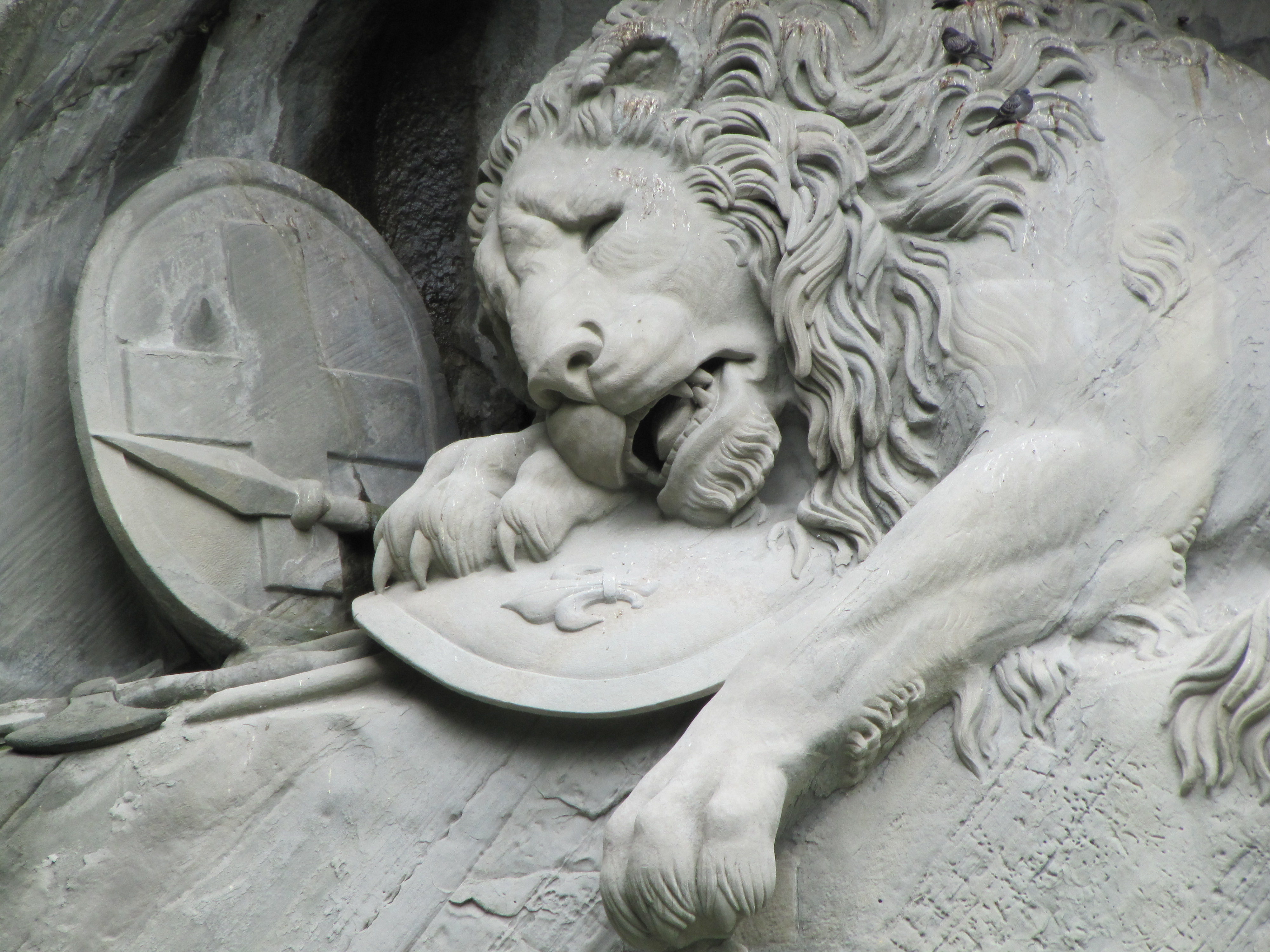
Löwenkopf mit Wappen und Waffen
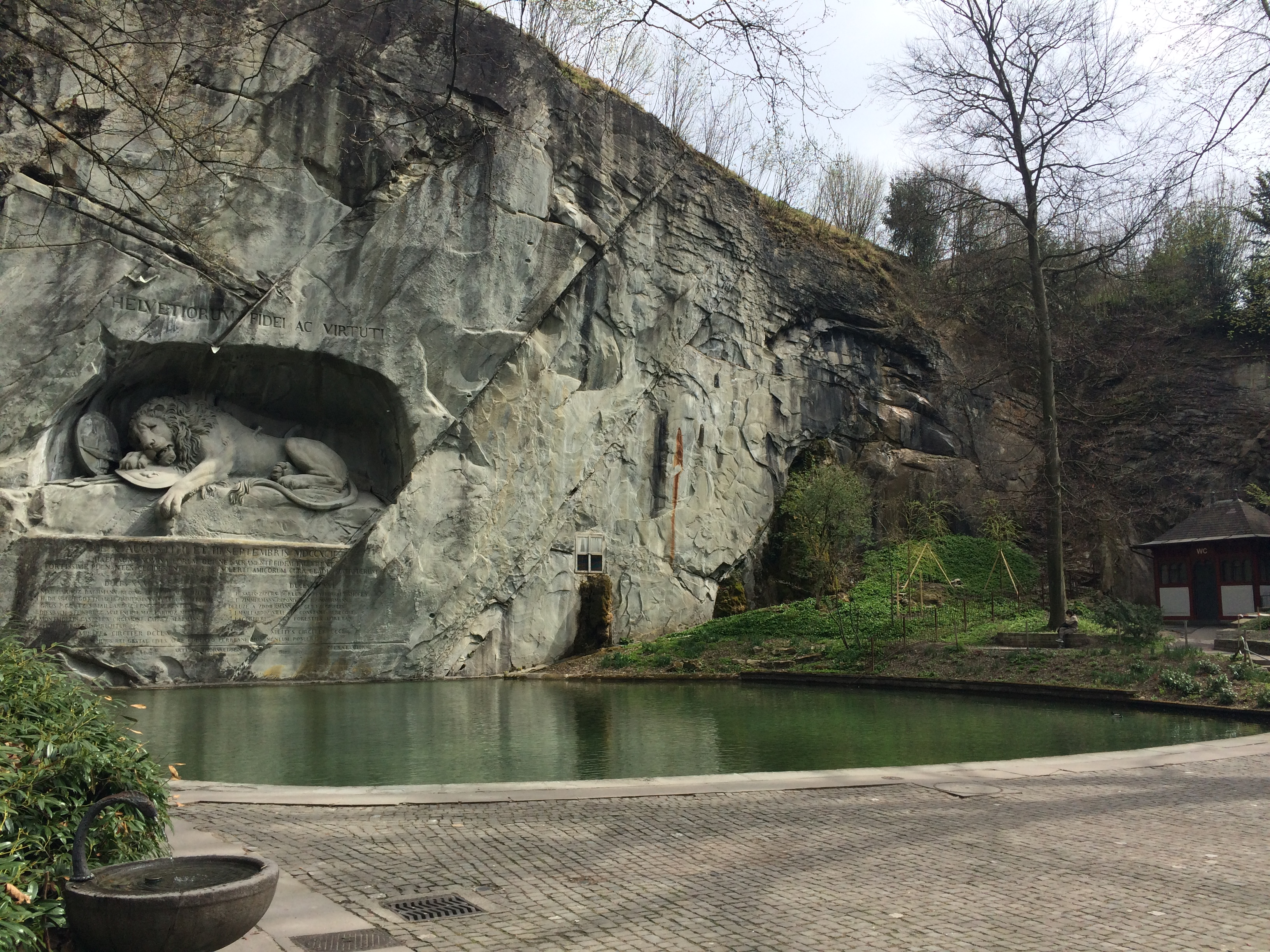
Denkmalweiher
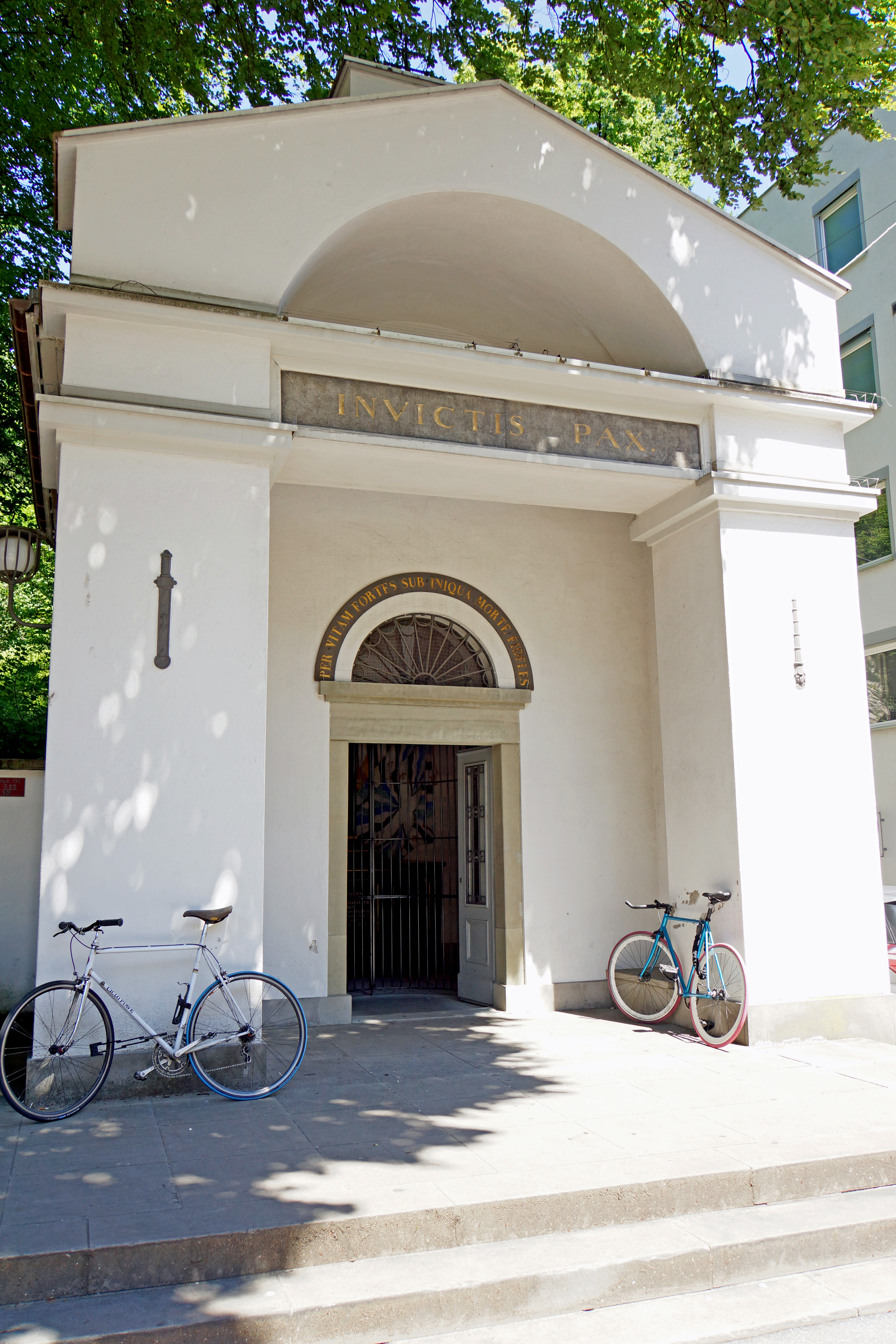
Gedächtniskapelle

## Geschichte des Denkmals

### Planung und Bau
Das Löwendenkmal entstand auf Initiative des Gardeoffiziers Karl Pfyffer von Altishofen, zur Ehrung und in Erinnerung an seine Kameraden. Pfyffer war in Paris stationiert, aber verbrachte zum Zeitpunkt des Sturms auf die Tuilerien im Sommer 1792 gerade seinen Urlaub in Luzern. Finanziert wurde das Monument durch Subskription: Pfyffer versandte 1818 einen entsprechenden Spendenaufruf an «alle, welche das Vaterland lieben». Zum einen sollten die gefallenen Helden im Denkmal geehrt werden, zum anderen auch die wenigen überlebenden Kriegsveteranen mit den Mehreinnahmen entschädigt werden. Beteiligt haben sich fast ausschliesslich Vertreter des Ancien Régime, nicht nur aus der Schweiz, sondern aus ganz Europa. Es spendeten unter anderem auch der Kaiser von Russland, der König von Preussen, die französische Königsfamilie sowie Prinz Christian Frederik von Dänemark (der spätere Christian VIII.).
Als Standort des Denkmals schlug Pfyffer eine Felswand ausserhalb der Stadtmauer von Luzern vor, auf einem Stück Land unterhalb des Wesemlin, das ihm die Stadt seit 1805 verpachtete. Im Jahre 1818 erhielt er vom Stadtrat die Erlaubnis, in seinem Garten ein Denkmal in den Felsen machen zu lassen.
Als Motiv für das Monument wählte Pfyffer in Anlehnung an antike Vorbilder einen erschlagenen Löwen, der auf einem Haufen Waffen ruht. Bestärkt wurde er in dieser Idee vom befreundeten Zürcher Dichter und Maler Johann Martin Usteri, dessen beide Entwürfe von 1817 ihn jedoch nicht überzeugten. Nach mehreren eingesandten Entwürfen der lokalen wie schweizerischen Künstlerschaft, die den Vorstellungen und Ansprüchen nicht entsprachen, konnte Pfyffer den in Rom lebenden berühmten dänischen Bildhauer Bertel Thorvaldsen für sein Projekt gewinnen. Die Zusammenarbeit wurde eingefädelt vom Luzerner Schultheiss Vinzenz Rüttimann, der 1818 zufällig nach Rom reiste und mit einer Denkmalskizze von Thorvaldsen zurückkehrte, die zuhause Begeisterung auslöste. Entgegen Pfyffers Idee eines toten Löwen zeigt die Skizze einen ruhenden, sterbenden Löwen. Nach der Auskunft Rüttimanns meinte Thorvaldsen, nachdem er von den traurigen Ereignissen in Paris gehört hatte: «Der Löwe war also nicht tot … er muss nur ruhen …»
Der Preis des vielbeschäftigten und gefragten Thorvaldsen, das Denkmal von eigener Hand auszuführen, war für Pfyffer zu hoch, so dass Thorvaldsen lediglich beauftragt wurde, ein Gipsmodell herzustellen und nach Luzern zu senden. Der Zürcher Bildhauer Heinrich Keller, der fortan in Rom mit dem Künstler verhandelte, überzeugte Pfyffer sowohl mit künstlerischen als auch finanziellen Gründen, den Löwen nicht aus Bronze zu giessen, um ihn vor die Felswand aufzustellen, sondern kolossal und direkt in den Stein zu meisseln, eine Idee, die Thorvaldsen mit Freuden aufnahm. Ende Oktober 1819 erreichten zwei Gipsmodelle Luzern, ein kleines mit Grotte und das eigentliche Modell, einen grossen Löwen, der, durch den langen Transport in Stücke zerbrochen, erst wieder zusammengesetzt werden musste.
Das Denkmal wurde schliesslich nach Thorvaldsens Modell und seinen Anweisungen, die er am 12. August 1819 in einem Überraschungsbesuch auf der Durchreise direkt vor Ort erteilen konnte, in den Felsen gehauen, zunächst vom Solothurner Bildhauer Urs Pankraz Eggenschwiler. Dieser verletzte sich nach kurzer Zeit bei einem Sturz vom Gerüst, so dass er es nicht weiterführen konnte und im Oktober 1821 starb. Anschliessend beauftragte man den Konstanzer Bildhauer Lukas Ahorn (1790–1856). Ahorn nahm eigenständige Änderungen vor. Pfyffer liess Ahorn mit Frau und Kind bei der Arbeit porträtieren, ein Gemälde, das sich im Kunstmuseum Luzern befindet. Ahorn arbeitete an dem Denkmal vom März 1820 bis 7. August 1821. Er bekam 4074 Franken. Am 10. August 1821 – genau 29 Jahre nach dem Tuileriensturm – wurde es enthüllt und feierlich eingeweiht. Pfyffer stellte Ahorn dem Prinzen Christian Friederich von Dänemark vor. Dieser schrieb Thorvaldsen später, dass Ahorn gern bei ihm in Rom arbeiten wolle. Ahorn kehrte nach Konstanz zurück und bekam nie wieder einen grösseren Auftrag. Am 8. August 1841 kam Thorvaldsen nach Konstanz, um Ahorn zu besuchen, aber dieser war nun, 20 Jahre später, verbittert und liess sich nicht blicken.

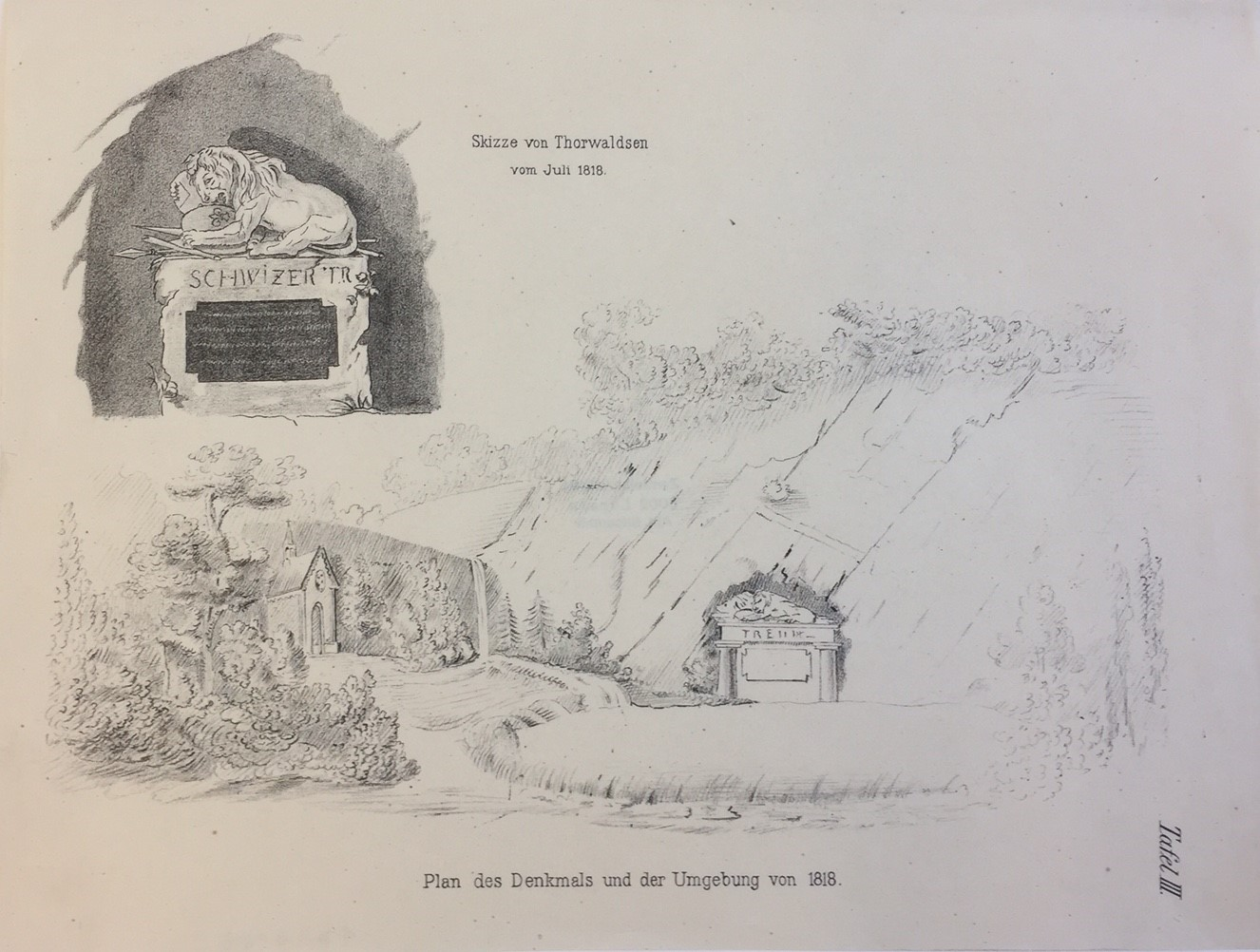
Skizze von Thorvaldsen
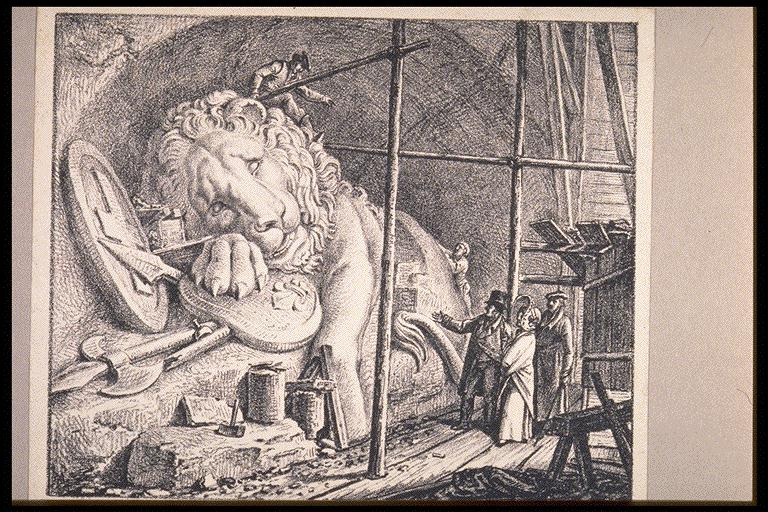
Ansicht der Werkstätte
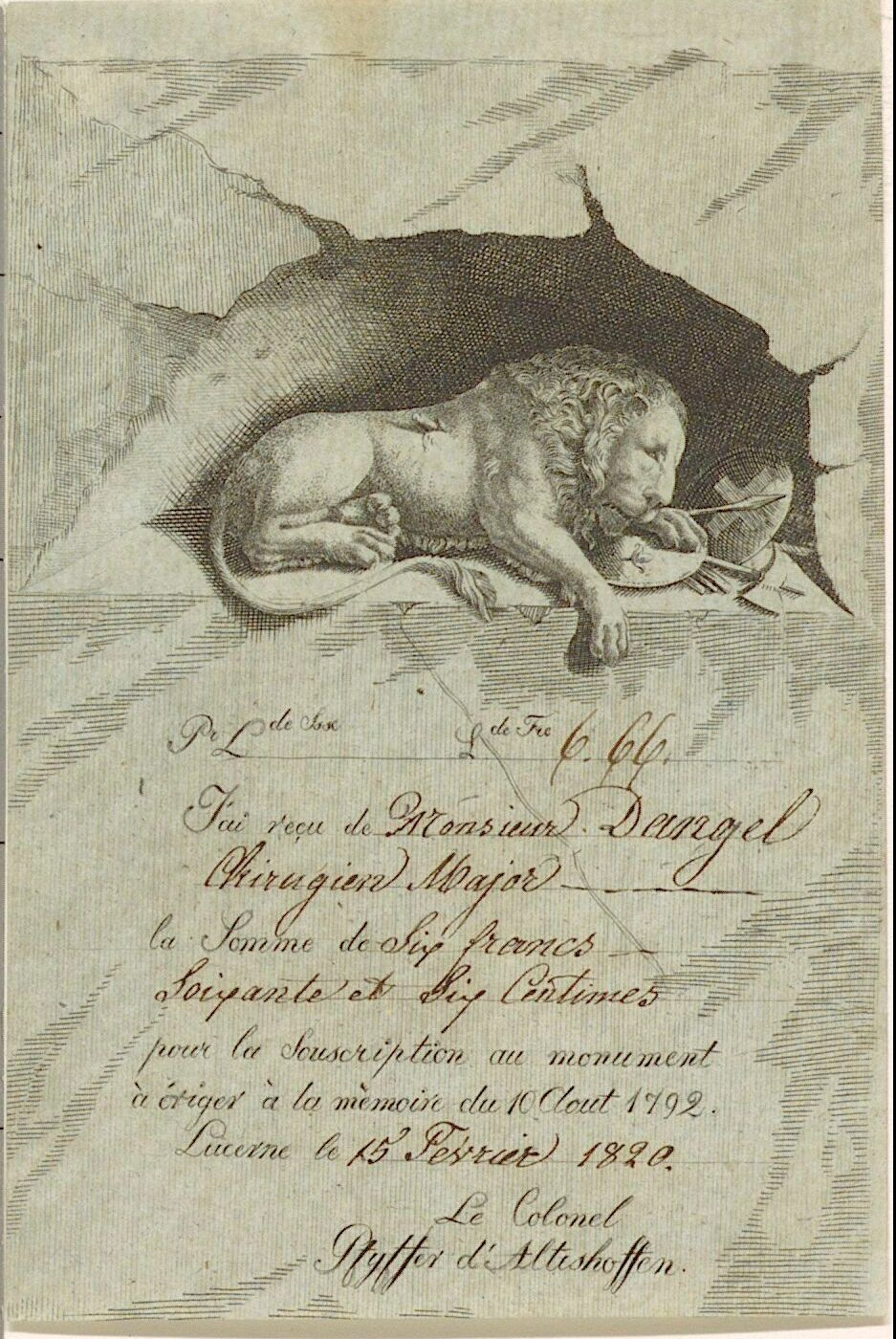
Subskriptionsschein

### Ausbau und Erhaltung
Da die Skulptur grösstenteils aus einem Sandsteinfelsen (Molassesandstein) herausmodelliert ist, gilt sie als Naturdenkmal und ist wesentlich schwieriger zu erhalten als ein frei stehendes Denkmal. Noch bevor das Denkmal zur Ausführung kam, lautete die Prognose eines 1818 eingeholten technischen Gutachtens über den Zustand der Felswand ungünstig. Bereits 1858 berichteten Luzerner Zeitungen von der Vernachlässigung des in weichen Stein gehauenen Löwendenkmals. Ein grosses Problem stellt von Beginn an eindringendes Wasser dar, das Frostdruck verursacht und Salze auswäscht. 1864 wurde vom Luzerner Stadtrat ein erster Kredit für dringende Restaurierungsarbeiten und zur Anfertigung einer Winterverschalung bewilligt. Dennoch brach 1872 eine Löwentatze ab, die durch die Stanser Bildhauer Odermatt repariert wurde. Das Löwendenkmal wurde 1882 Eigentum der Stadt Luzern – in der Folge konnten Behandlungen mit chemischen Konservierungsmitteln sowie der Bau von Drainagen und eines von 1899 bis 1901 hinter dem Denkmal in den Fels getriebenen, etwa 30 m langen Isolierstollens das Problem des Verfalls zwar verringern, aber nicht endgültig beseitigen. So brach im Herbst 1950 ein mindestens meterlanges Stück des Oberschenkels ab, was in den darauffolgenden beiden Jahren weitere Restaurierungsarbeiten durch die Luzerner Bildhauer Leopold Häfliger, Jakob Gamper und Emilio Stecher erforderlich machte. Das Denkmal wurde 1964 unter kantonalen Schutz gestellt, woraufhin 1978 felssichernde Massnahmen und 1982 eine Neugravur der Inschrift erfolgten. Nach der Erneuerung sämtlicher Kupferrohre im Entwässerungsstollen im Jahr 2004 wurde das Löwendenkmal am 20. Oktober 2006 schlussendlich unter den Schutz des Bundes gestellt.

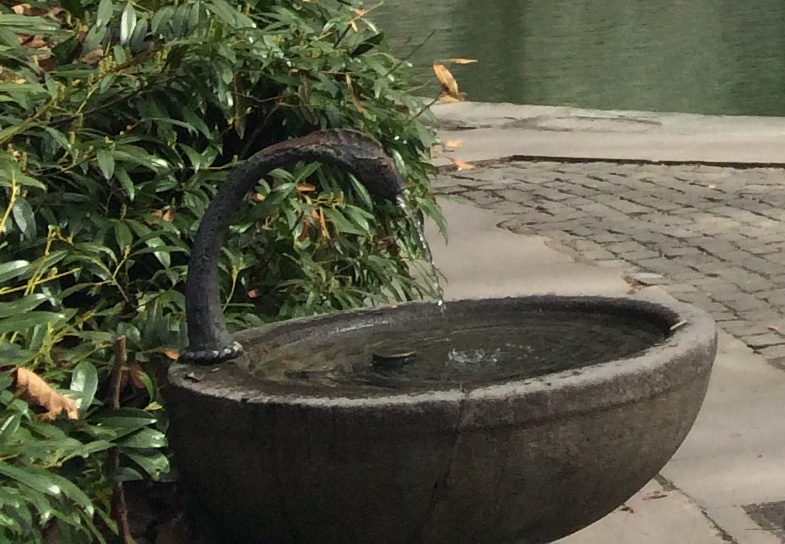
Trinkbrunnen von 1945

Ein Trinkbrunnen mit einer in Schlangenkopfform gestalteten Röhre stammt aus dem Jahr 1945. Der Brunnentrog besteht aus Sandstein und ruht auf einem Sockel aus Bruchsteinen.
In der Nacht vom 18. auf den 19. Januar 2009 verübten Unbekannte einen Anschlag auf das Luzerner Löwendenkmal mit roter Farbe, die mehrere Quadratmeter der fragilen Steinoberfläche des Löwen und des darunterliegenden Schriftfelds bedeckte. Einen Tag später tauchte ein anonymes Bekennerschreiben auf einer Internetseite aus dem politischen linken Lager auf. Das verwendete, lösemittelbeständige Farbkonzentrat machte eine Trockenreinigung mit einem Niederdruckpartikelstrahlgerät notwendig. Insbesondere die Inschrift wurde beim Anschlag so stark beschädigt, dass sie neu gefasst werden musste.

### Vom Monument zur Sehenswürdigkeit: Das Löwendenkmal als Touristenattraktion

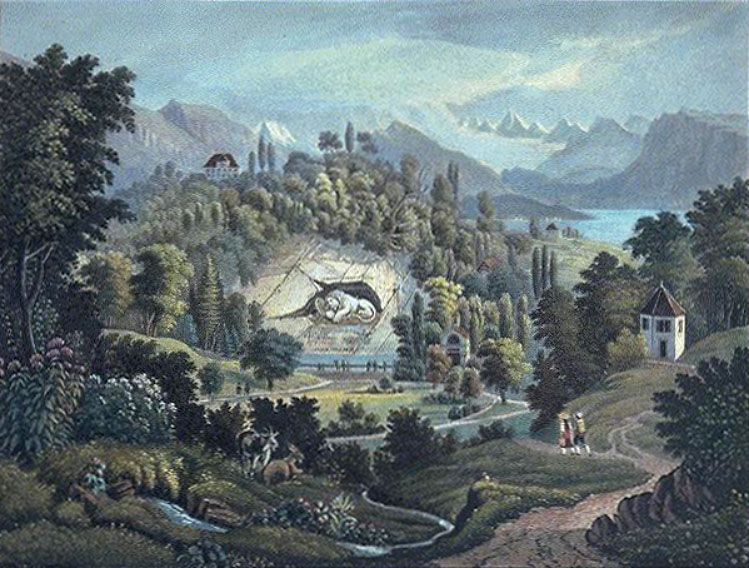
Das Denkmal mit Umgebung um 1840 (Wilhelm Ulrich Oppermann)

Das jährlich von ca. 1,4 Millionen Touristen besuchte Löwendenkmal ist heute eines der meistbesuchten Touristenziele Luzerns. Seit seiner Einweihung im Jahr 1821 war es ein Ort, der Fremde anzog. Instrumentell in diesem Zusammenhang waren schon früh Reiseführer, die das Löwendenkmal unter den Sehenswürdigkeiten Luzerns aufführten. Vor der Errichtung des Denkmals war die Gegend unbebautes Sumpf- und Schwemmland mit Felswänden und einzelnen Baumgruppen. Erst ab 1870 wurde sie zum heutigen Weyquartier verbaut.
Seine Beliebtheit verdankte der Löwe zu einem grossen Teil dem Umstand, dass nicht eindeutig klar war (und es bis heute nicht ist), wofür er denn genau stehe. Denn das als Gedächtnisort für die gefallenen und noch lebenden Beteiligten des Tuileriensturms vom 10. August 1792 konzipierte Monument vermochte nicht ohne Weiteres seinen Sinn und Zweck den Besuchern zu offenbaren. Aus diesem Grund bezahlten die Auftraggeber eigens einen Veteranen der Schweizergarde, der den Leuten die Bedeutung des Denkmals erklären sollte. Als keine Beteiligten mehr lebten, die diese Vermittlerrolle übernehmen konnten, wurde 1885 nebenan das Löwendenkmal-Museum eröffnet, welches allerdings bereits 1895 mangels Interesse schliessen musste (heute: Alpineum).
Während der Löwe als Denkmal nur bedingt die Touristen für sich gewinnen konnte, so war es von Beginn an dessen Kunstcharakter, der die Menschen faszinierte: Nicht die blutigen Ereignisse vom 10. August 1792, sondern «Thorvaldsens klassizistische Ausführung, die dem mächtigen, kraftvollen und in seiner Silhouette so edlen Löwen anthropomorphe, im Todesschmerz leidende Gesichtszüge verlieh», zog die Besucher in seinen Bann. Um den Löwen möglichst nahe betrachten zu können, wurden die Besucher auf einer Gondel zum Monument gefahren.
Einhergehend mit den steigenden Besucherzahlen begann schon früh die Kommerzialisierung des Löwendenkmals. Bereits 1822 wurde den Besuchern in einem Souvenirpavillon Thorvaldsens grosses Gipsmodell des Löwen präsentiert, wo ausserdem noch allerhand Schriften, Fotografien und Postkarten erworben werden konnten. Bald gab es den Löwen in allen Grössen und Materialien zu kaufen – als Schokoladenlöwe, Salonschmuck und Briefbeschwerer. Heute ist er das Emblem des Luzerner Tourismus schlechthin.

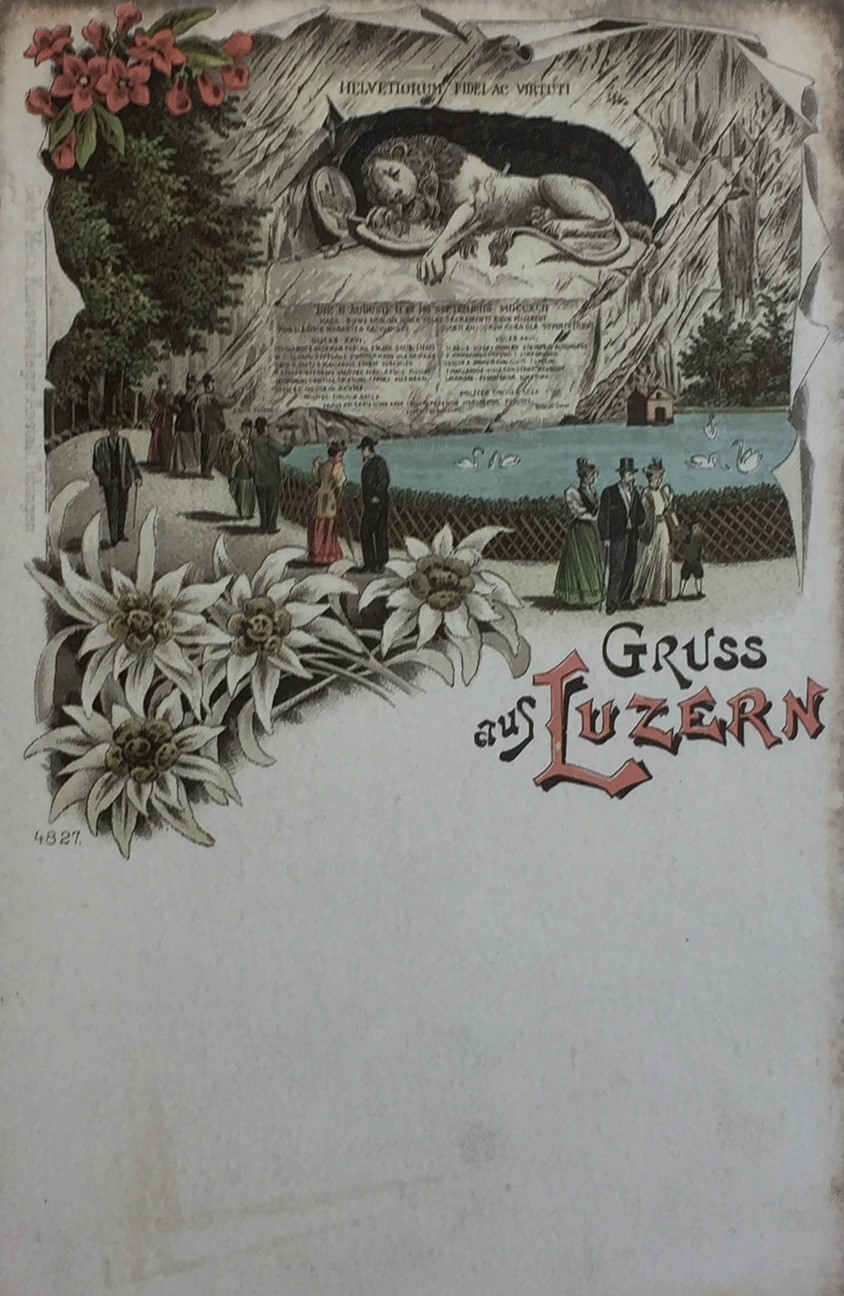
Postkarte
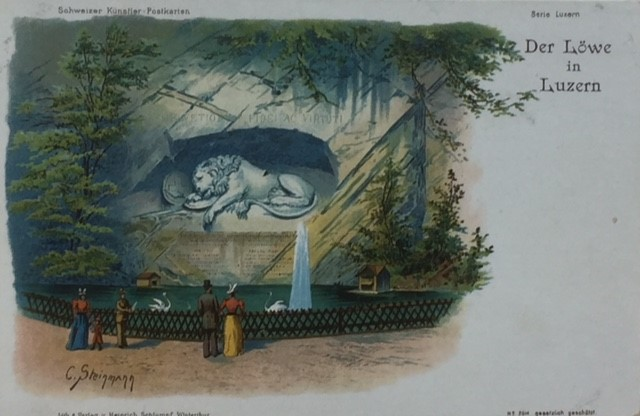
Postkarte
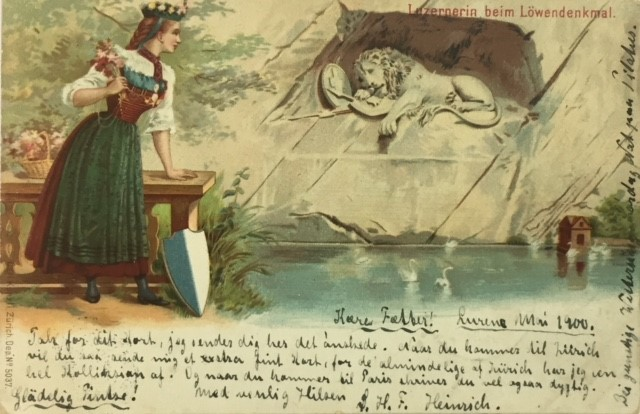
Postkarte
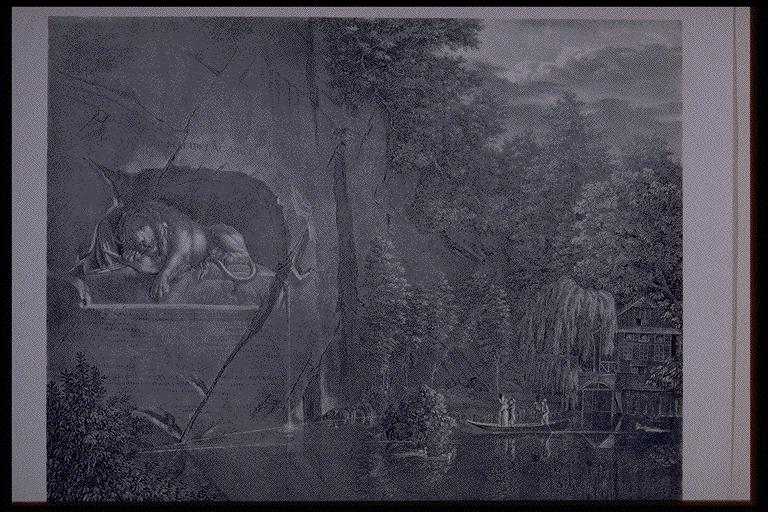
Druckgrafik
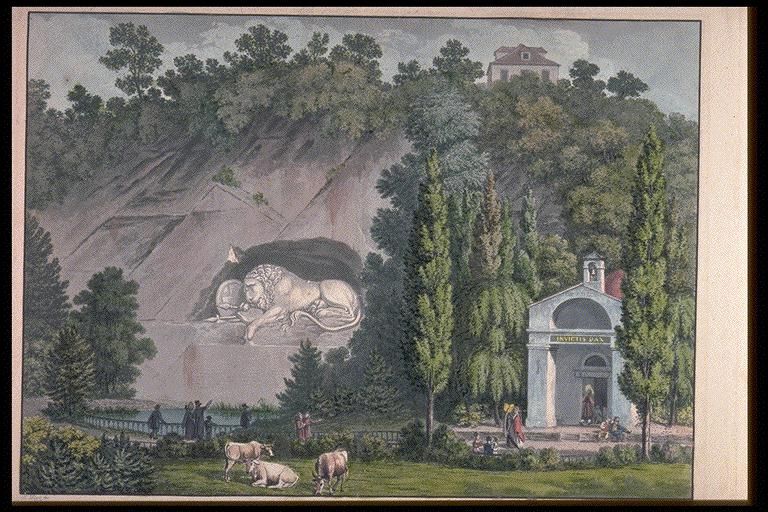
Den Subskribenten gewidmete Druckgrafik

## Rezeption

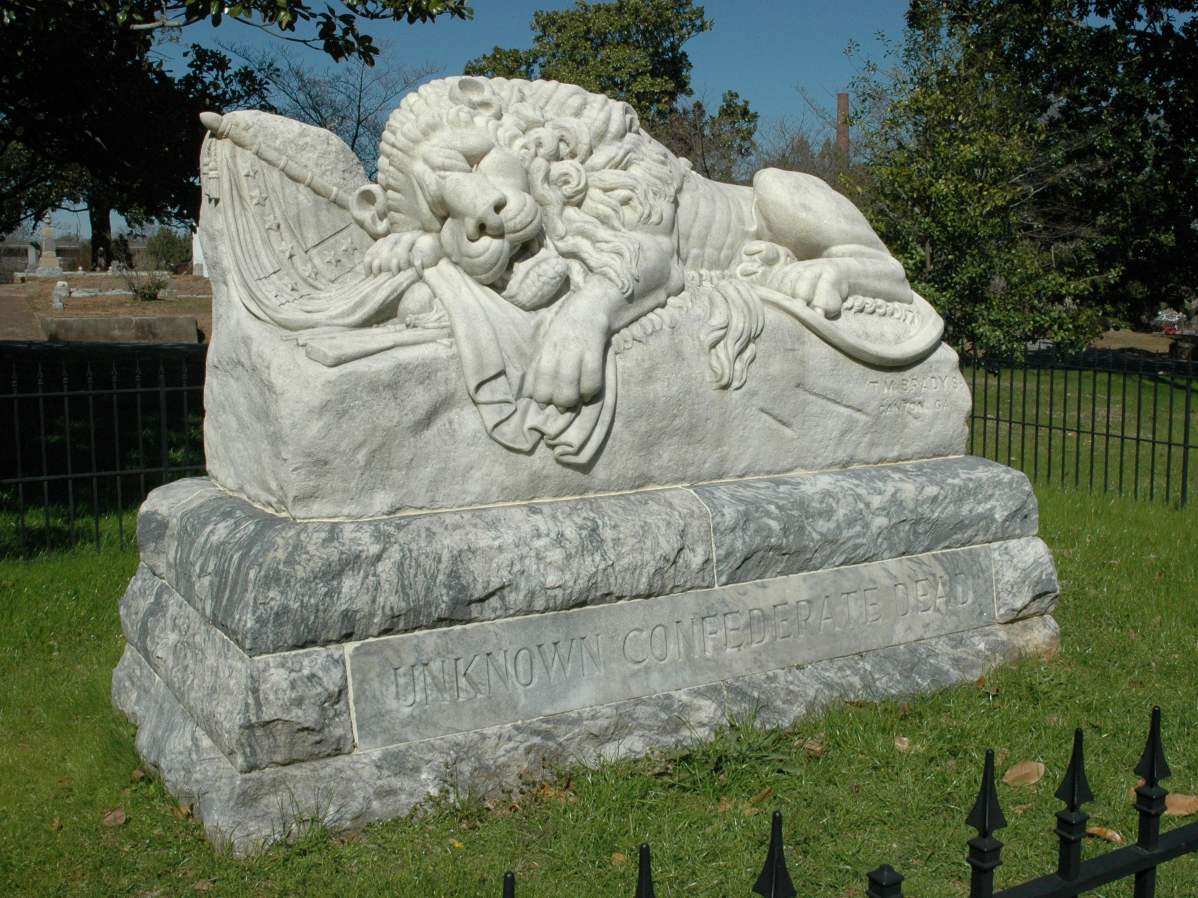
Lion of the Confederacy in Oakland Cemetery, Atlanta

Das Denkmal war schon vor dem Bau kontrovers, da es zu einem Denkmal der Erinnerung an das Ancien Régime wurde, und auch von der europäischen Aristokratie finanziert wurde.
Aus Mark Twains 1880 erschienenem halb-fiktiven, satirischen Reisebericht A Tramp Abroad (Bummel durch Europa) stammt die Betrachtung, wonach der Luzerner Löwe «das traurigste und bewegendste Stück Stein der Welt» sei ([…] the most mournful and moving piece of stone in the world […]). Unterstützt würde dieser Eindruck durch die ruhige Umgebung mit den Bäumen und den Weiher. Freilich müsse man dazu das Denkmal am Originalstandort besichtigen.
Der 1894 enthüllte Lion of the Confederacy von Thomas M. Brady (1849–1907) am Oakland Cemetery in Atlanta ist nach dem Vorbild des Luzerner Löwen gestaltet.
Ein Modell des Denkmals befindet sich in der Freizeitanlage Swissminiatur in Melide, Kanton Tessin.